# Liriope (roślina)

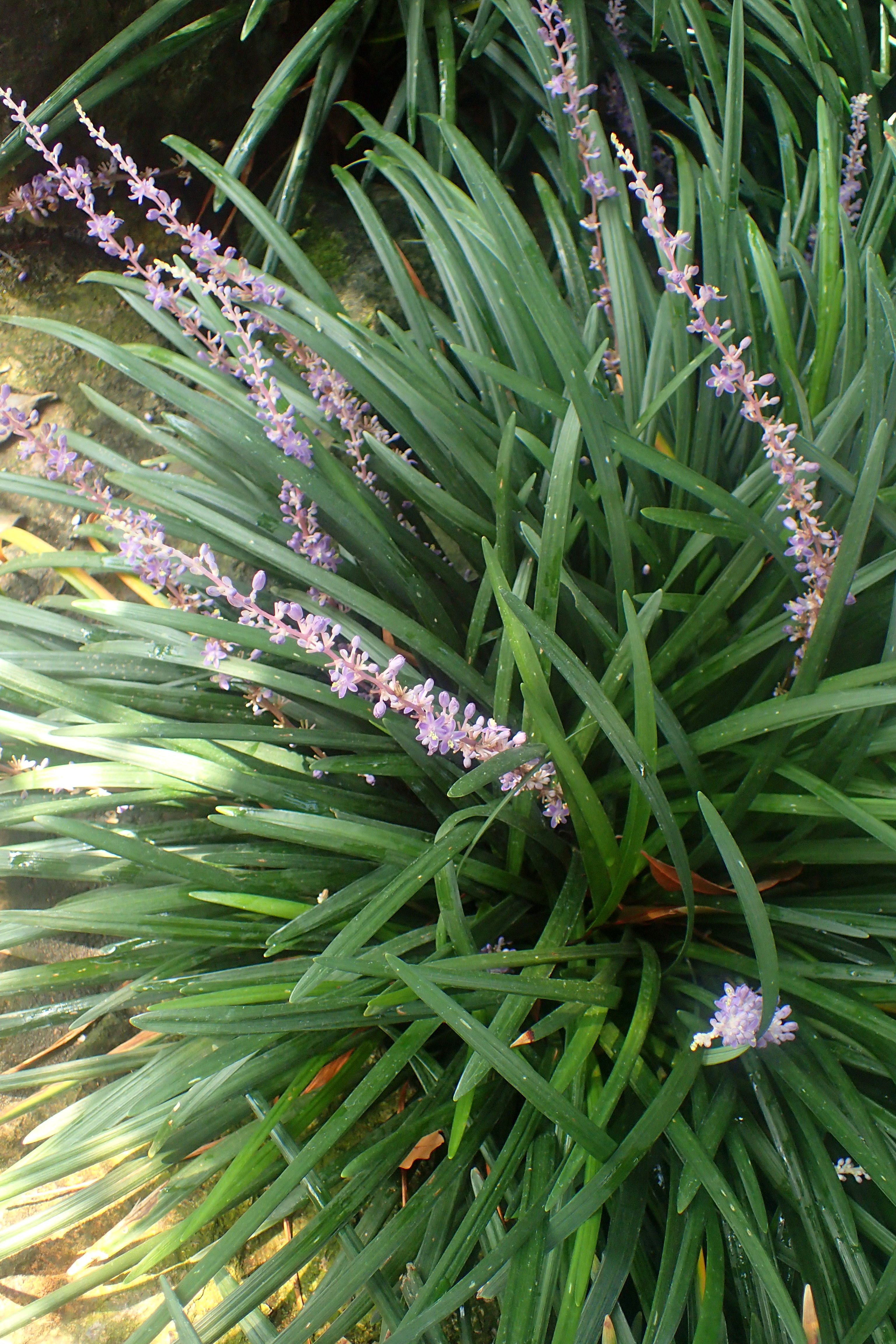
Liriope kłosowata

Liriope (Liriope Lour.) – rodzaj roślin z rodziny szparagowatych (Asparagaceae). Należy do niego ok. 7–8 gatunków. Rośliny te występują we wschodniej Azji (od Wietnamu i Filipin na południu, poprzez Chiny (w tym kraju rośnie 6 gatunków, w tym 3 endemity), po Koreę i Japonię na północy. Rośliny te rosną w lasach i zaroślach, niektóre w zbiorowiskach trawiastych, zwykle w miejscach wilgotnych, w wąwozach, nad strumieniami.
Liriope uprawiane są jako rośliny ozdobne, sadzone w ogrodach naturalistycznych i skalnych, często jako rośliny okrywowe. Cenione są jako rośliny niezbyt wybredne wobec warunków glebowych i świetlnych, a po zadomowieniu się są też dość odporne na susze. Najczęściej uprawiana jest liriope szafirkowata L. muscari, popularna zwłaszcza w Azji Wschodniej, poza tym uprawia się często też liriope kłosowatą L. spicata, rzadziej liriope trawolistną L. graminifolia. Nierzadko w uprawie i ofercie handlowej rośliny te mylone są z przedstawicielami rodzaju konwalnik Ophiopogon.
Liriope szafirkowata wykorzystywana jest lokalnie jako roślina lecznicza, a bulwki liriope trawolistnej wykorzystywane są w diecie cukrzycowej; kandyzowanym przypisywane jest działanie tonizujące i uznawane są za afrodyzjak. Stosowane są w medycynie, zwłaszcza w Wietnamie, Chinach i Japonii.

## Morfologia
PokrójByliny tworzące kępy, z cienkimi, raczej krótkimi kłączami rozgałęziającymi się sympodialnie. Niektóre gatunki z rozłogami. Korzenie cienkie, często z mięsistymi bulwami przy końcach.
LiścieSkrętoległe, równowąskie do równowąsko lancetowatych, siedzące. Wszystkie odziomkowe skupione kępiasto. Skórzaste i zimozielone.
KwiatyZebrane w szczytowe grono lub kłos powstające w wyniku redukcji (skrócenia odgałęzień) wiechy. Kwiatostan wznosi się na bezlistnym, mniej lub bardziej wyprostowanym głąbiku, nierozgałęzionym, nagim, cylindrycznym lub spłaszczonym, osiągającym do 40 cm wysokości. Kwiaty wyrastają na wzniesionej lub zwisającej, członowanej szypułce (dłuższej lub krótszej, czasem są niemal siedzące), wsparte są większymi lub mniejszymi przysadkami. Z poszczególnych węzłów wyrastają kwiaty pojedynczo lub w pęczkach po kilka. Okwiat składa się z 6 białych lub jasnofioletowych listków, kształtu dzwonkowatego do gwiaździście rozpostartego. Listki okwiatu są wolne lub zrośnięte u nasady lub wolne. Pręcików jest 6, nasadami nitek są zrośnięte z listkami okwiatu. Nitki długie i cienkie, pylniki tępo zakończone. Zalążnia dolna, trójkomorowa, z dwoma zalążkami w każdej z komór. Szyjka słupka, zwieńczona drobnym, główkowatym znamieniem.
OwoceTorebka rozrywająca się nieregularnie we wczesnej fazie rozwoju i odsłaniająca pojedyncze, kulistawe i nieco mięsiste nasiono barwy ciemnofioletowej do czarnej.
Rodzaje podobneKonwalnik Ophiopogon i Peliosanthes – rośliny te różnią się bardzo krótkimi nitkami pręcików i nasionami niebieskimi, nie czerniejącymi.

## Systematyka
Rodzaj z rodziny szparagowatych Asparagaceae reprezentujący podrodzinę Nolinoideae Burnett, a w jej obrębie plemię Ophiopogoneae Voigt.
Wykaz gatunków
- Liriope graminifolia (L.) Baker – liriope trawolistna
- Liriope kansuensis (Batalin) C.H.Wright
- Liriope longipedicellata F.T.Wang & Tang
- Liriope minor (Maxim.) Makino
- Liriope muscari (Decne.) L.H.Bailey – liriope szafirkowata
- Liriope spicata Lour. – liriope kłosowata
- Liriope zhejiangensis G.H.Xia & G.Y.Li

Niektórzy autorzy wyodrębniają z L. muscari jako odrębne gatunki: L. exiliflora (L.H. Bailey) H.H. Hume, L. gigantea H.H. Hume, L. koreana Nakai.